# أندي روبسون
أندي روبسون (27 أبريل 1971 في المملكة المتحدة - ) (بالإنجليزية: Andy Robson) هو لاعب كريكت بريطاني. لعب مع نادي مقاطعة سري للكريكت ‏ ونادي مقاطعة ساسكس للكركيت ‏ وNorthumberland County Cricket Club ‏.

## وصلات خارجية
- أندي روبسون على موقع إي آس بي آن كريك إنفو (الإنجليزية)